# 9769 Наутілус
9769 Наутілус (9769 Nautilus) — астероїд головного поясу, відкритий 24 лютого 1993 року.
Тіссеранів параметр щодо Юпітера — 3,620.